# Türkische Botschaft Oslo

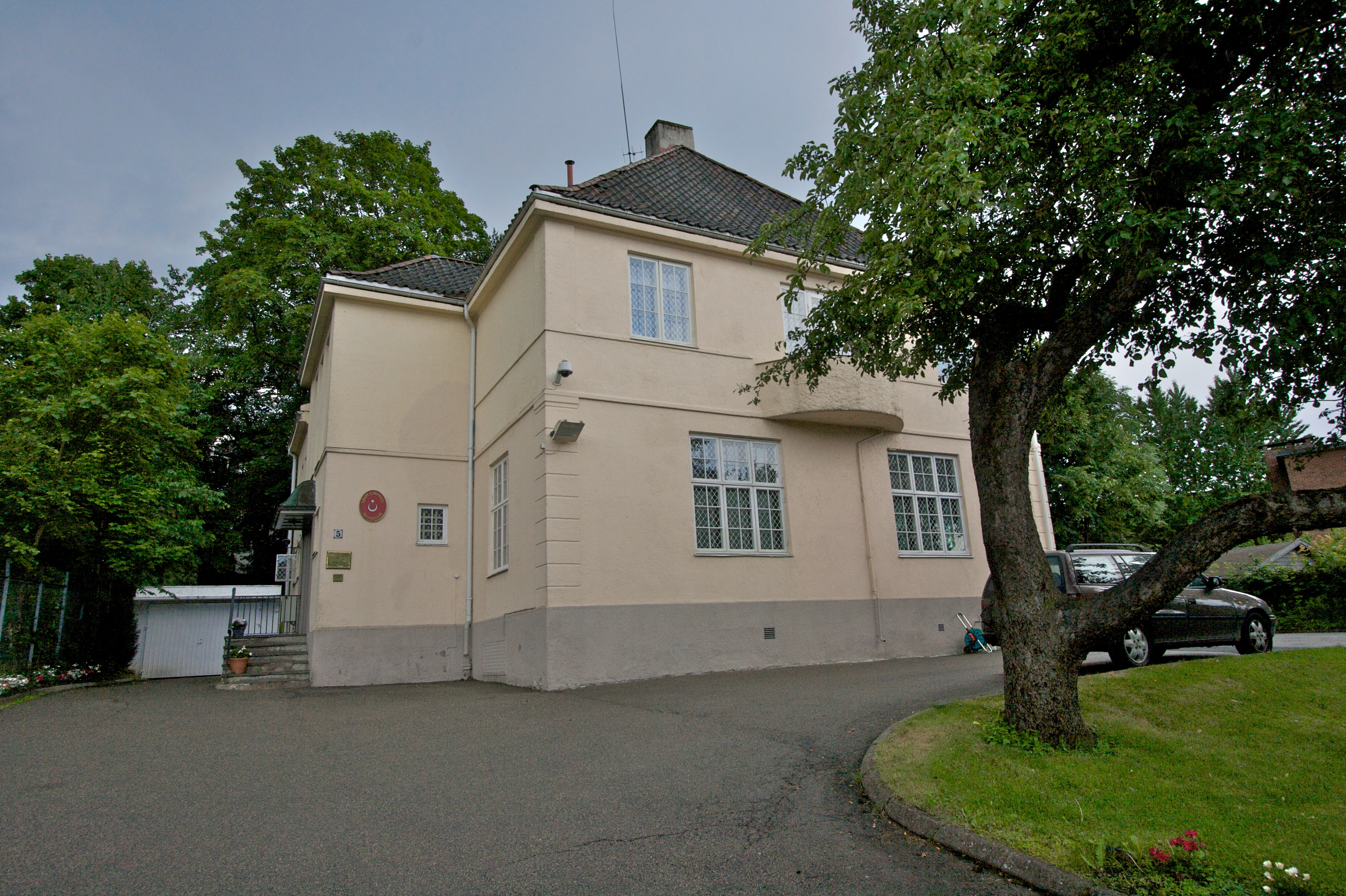
Das Botschaftsgebäude

Die Türkische Botschaft Oslo (offiziell: Botschaft der Republik Türkei Oslo; Türkiye Cumhuriyeti Oslo Büyükelçiliği oder T.C. Oslo Büyükelçiliği) ist die höchste diplomatische Vertretung der Republik Türkei in Norwegen. Seit 1. April 2008 residiert Hayati Güven als Botschafter der Republik Türkei in dem Botschaftsgebäude.
Die diplomatischen Beziehungen zwischen der Türkei und Norwegen wurden 1926 begründet. Bis 1957 war die Botschaft Stockholm auch in Oslo akkreditiert. Im selben Jahr wurde die Botschaft Oslo eröffnet. Lange Zeit diente die Residenz des Botschafters auch als Botschaftsgebäude. 1978 wurde ein eigenständiges Gebäude für die Botschaft erworben. Die Botschaft Oslo ist auch in Island akkreditiert.
Darüber hinaus ist in Bergen ein Honorarkonsul und in Reykjavík ein Honorargeneralkonsul tätig.